# Michel Tournier
Michel Tournier (París, 19 de diciembre de 1924-Choisel, 18 de enero de 2016) fue un escritor francés. Su primera novela, Viernes o los limbos del Pacífico (Vendredi ou les limbes du Pacifique), fue merecedora del Gran Premio de Novela de la Academia Francesa, mientras que con su segunda obra, El Rey de los Alisos, ganó el Premio Goncourt. Fue miembro de la Academia Goncourt desde 1972.

## Biografía
Nació en el distrito nueve de París, dentro de una familia acomodada. Su padre fundó y dirigió una sociedad de derechos de autor de obras musicales; pasó su infancia y adolescencia en Saint-Germain-en-Laye realizando numerosas estancias en Alemania; desde niño asistió en Berlín a los desfiles nazis y presenció con toda lucidez acontecimientos que fueron de gran importancia en el desarrollo de su obra.
Los alemanes ocuparon la casa familiar, por lo que la familia Tournier se instaló en Neuilly-sur-Seine. Michel Tournier terminó bachillerato en el Instituto Pasteur. Entre unos estudios bastante mediocres, la filosofía enseñada por Maurice Gandillac será para él una gran revelación.
Cursó estudios superiores de filosofía en La Sorbona dónde obtiene la licenciatura de dichos estudios. Durante su educación fue alumno de Gaston Bachelard.
Llevó a cabo estudios en la Universisad de Tübingen en la República Federal Alemana. Fracasó en la obtención de la cátedra por lo que renunció a seguir una carrera universitaria. Las clases que recibió de Claude Lévi-Strauss en el Museo del Hombre en París fueron decisivas en la obra del escritor.
Vivió en un palacete de la Isla de San Luis en París. Durante este período trabajó como traductor para la editorial Plon y locutor en distintas emisoras de radio. De 1960 a 1965 participó en la emisión televisiva, Cámara Oscura (Chambre Noire), dedicada a la fotografía. Tournier contribuyó a la fundación de los Encuentros Internacionales de Fotografía de Arlés.
En 1967 Tournier publicó su primera novela, Viernes o los limbos del Pacífico (Vendredi ou les limbes du Pacifique). El libro obtuvo el primer premio de novela de la Academia Francesa y gran éxito por parte del público. A partir de este momento se dedicó completamente a la creación literaria y formó parte del comité de lectura de la editorial Gallimard.
Tiempo después, publicó la novela El Rey de los Alisos (Le Roi des Aulnes). La obra recibió el premio Goncourt por unanimidad. En 1975 publicó su tercera novela Los Meteoros (Les Météores). Dos años después publicó el ensayo intelectual autobiográfico El Viento Paráclito (Le Vent Paraclet). Ese mismo año apareció también Canadá, diario de viaje (Canada, Journal de Voyage), publicado primero en dicho país y en Francia en 1984 en la editorial Robert Laffont.
Otras de sus obras son Viernes o la Vida Salvaje (Vendredi ou la Vie Sauvage) de 1971, con dibujos de Pierre-Marie Valat y Georges Lemoine, y El urogallo (Le Coq de bruyère), de 1978, una colección de relatos donde figura El fetichista, representado en 1982 en París. En 1979 publicó Llaves y cerraduras (Des clefs et des serrures), con ilustraciones de grandes fotógrafos. En 1980 apareció su cuarta novela, Gaspar, Melchor y Baltasar (Gaspard, Melchior et Balthazar). Al año siguiente, El Vuelo del vampiro (Le Vol du Vampire), colección de ensayos. Publicación de Vistas de espalda (Vues de dos), con fotografías realizadas por Édouard Boubat. En 1983 publicó Gilles y Juana (Gilles et Jeanne), relato sobre las correrías de Gilles de Rais y Juana de Arco. En 1984 apareció Le Vagabond immobile (El vagabundo inmóvil) con dibujos de Jean-Max Toubeau.
Durante sus últimos años vivió en una casa parroquial acondicionada en Choisel (Valle de Chevreuse) dentro de la Isla de Francia. 
A finales de 2010, a la edad de 85 años, informó a Edmonde Charles-Roux de su deseo de dimitir del jurado de la Academia Goncourt y convertirse en miembro honorario'.
Murió el 18 de enero de 2016 en su casa de Choisel a la edad de 91 años. Su funeral se celebró el 26 de enero de 2016, en la iglesia Saint-Jean-Baptiste de Choisel. Está enterrado en el cementerio contiguo a la iglesia y a su presbiterio.